# Église en bois Saint-Michel de Rača
Pour les articles homonymes, voir Église Saint-Michel.
L'église en bois Saint-Michel de Rača (en serbe cyrillique : Црква брвнара Арханђела Михаила у Рачи ; en serbe latin : Crkva brvnara Arhanđela Mihaila u Rači) est une église orthodoxe serbe située à Rača et dans le district de Šumadija en Serbie. Elle est inscrite sur la liste des monuments culturels de grande importance de la république de Serbie (identifiant no SK 145).

## Présentation

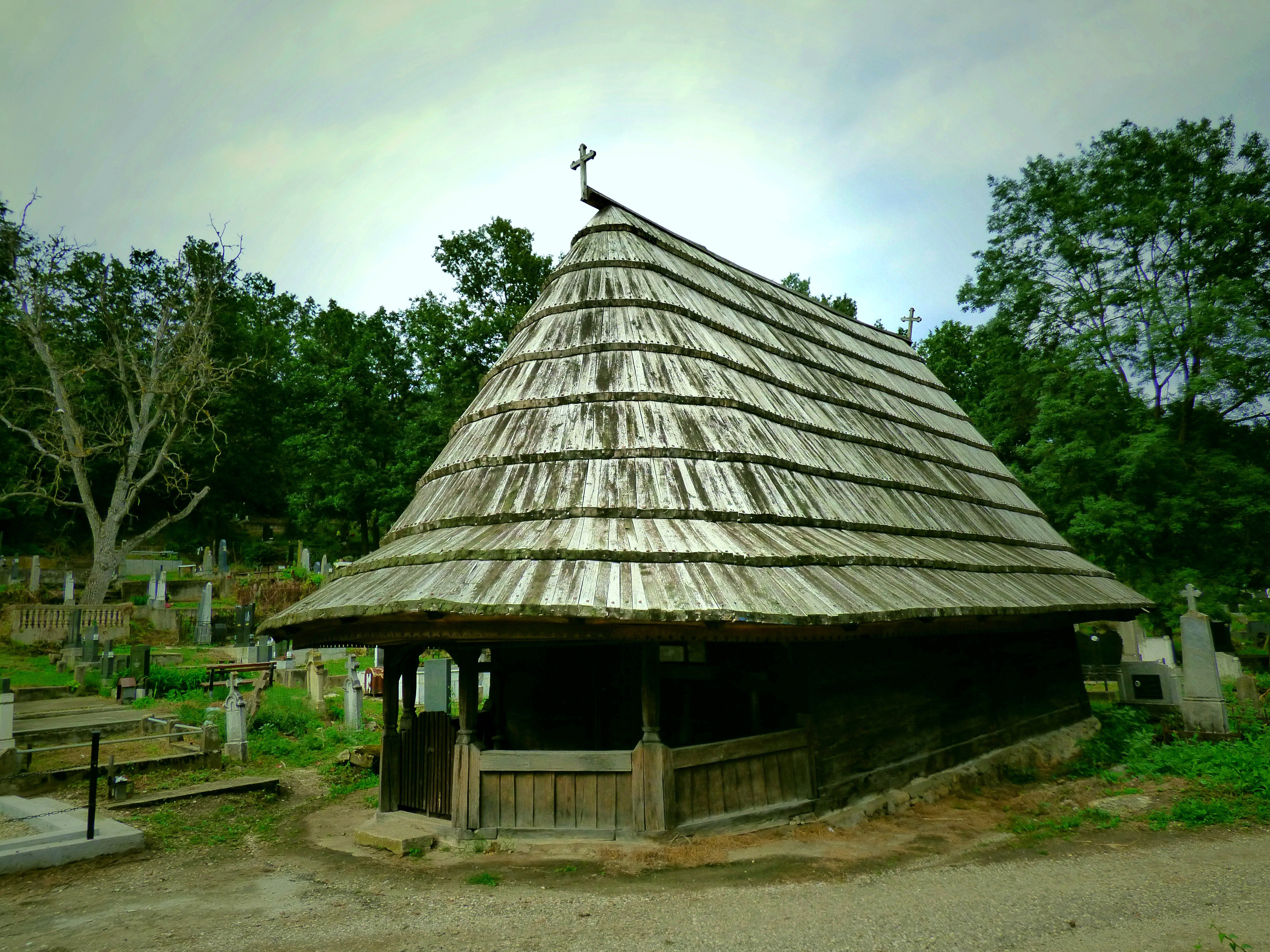
Autre vue de l'église

Selon la tradition, l'église, dédiée à saint Michel, a été construite à l'endroit où Karađorđe (Karageorges) a été baptisé. Les documents historiques et une inscription près de l'entrée indiquent quant à eux qu'elle a été construite en 1826-1827, à l'emplacement d'un édifice remontant au XVIIIe siècle et vraisemblablement détruit par les Ottomans au moment du Premier et du second soulèvement serbe. Elle est considérée comme l'une des plus belles églises en bois de Serbie.
Son architecture, très simple, est d'abord caractérisée par un toit très pentu recouvert de bardeaux qui se termine par un large avant-toit en pente douce. La nef est prolongée à l'est par une abside hexagonale et précédée à l'ouest par un porche ouvert soutenu par quatre piliers reliés entre eux par un parapet. La décoration est limitée aux portes d'entée au nord et à l'ouest de l'édifice et à une petite corniche en bois située en-dessous de l'avant-toit. L'entrée occidentale est ornée de plaques en bois carrées et de rosaces sculptées, le tout rehaussé par l'usage de la couleur.
L'intérieur est faiblement éclairé grâce à des ouvertures étroites découpées dans le bois ; elles se trouvent dans le secteur réservé à l'iconostase. Cette iconostase est décorée de motifs floraux. La barrière qui, autrefois, séparait le narthex de la nef a été démolie, ce qui laisse un ensemble plus spacieux doté d'une voûte en berceau.
Des travaux de conservation et de restauration ont été effectués sur l'église en 1956.